# Universität Siena
Die Universität Siena (Italienisch: Università degli Studi di Siena, UNISI; lat.: Universitas Senarum) in der Stadt Siena in der Toskana ist eine der ältesten Universitäten Italiens.  Sie wurde im 13. Jahrhundert gegründet und ist heute vor allem wegen ihrer Rechts- und Medizin-Fakultäten bekannt. Durch die ca. 16.000 Studierenden wird Siena mit insgesamt nur etwa 50.000 Einwohnern sehr durch ihre Universität geprägt.
Die staatliche Ausländeruniversität Siena gehörte ursprünglich auch zur Universität Siena, ist heute aber eine eigenständige Hochschule.

## Organisation
Die Universität ist in folgende Dipartimenti – Fachbereiche gegliedert:
- Biotecnologie, chimica e farmacia – Biotechnologie, Chemie und Pharmazie
- Biotecnologie mediche – Medizinische Biotechnologie
- Economia politica e statistica – Volkswirtschaftslehre und Statistik
- Filologia e critica delle letterature antiche e moderne – Philologie und Literaturkritik antiker und moderner Literatur
- Giurisprudenza – Rechtswissenschaft
- Ingegneria dell'informazione e scienze matematiche – Informationstechnik und mathematische Wissenschaften
- Medicina molecolare e dello sviluppo – Molekulare Medizin und Entwicklungsmedizin
- Scienze fisiche, della Terra e dell'ambiente – Physik, Geo- und Umweltwissenschaften
- Scienze mediche, chirurgiche e neuroscienze – Medizin, Chirurgie und Neurowissenschaften
- Scienze politiche e internazionali – Politikwissenschaften und internationale Wissenschaften
- Scienze sociali, politiche e cognitive – Sozial-, Politik- und Kognitionswissenschaften
- Scienze storiche e dei beni culturali – Geisteswissenschaften, Kulturgüter
- Scienze della vita – Biologie
- Studi aziendali e giuridici – Betriebswirtschaftslehre und Rechtswissenschaften

Zur Förderung besonders begabter Studierender gründete die Universität 2004 die Scuola superiore Santa Chiara.

## Bekannte Studenten, Alumni und Professoren
- Pius II. (1405–1464) (bürgerlich: Enea Silvio Bartolomeo Piccolomini), Papst
- Cino da Pistoia (um 1270–1336/37), Jurist und Dichter
- Johann Georg von Werdenstein (1542–1608), Domkapitular und Domkantor in Eichstätt, auch Domherr in Augsburg; bedeutender Büchersammler
- Giulio Mancini (1559–1630), Arzt, Kunsttheoretiker und Biograph
- Francesco Accarigi (1557–1622), Professor für Zivilrecht
- Philipp von Rodenstein (1564–1604), Bischof von Worms
- Georg Anton von Rodenstein (1579–1652), Bischof von Worms
- Heinrich Wilhelm Droste zu Hülshoff (1704–1754), kurkölnischer Kämmerer und Gutsbesitzer
- Werner Günther (1898–1988), Schweizer Germanist und Hochschullehrer
- Riccardo Francovich (1946–2007), Mittelalterarchäologe
- Alessandro Barchiesi (* 1955), Professor für Latinistik
- Mauro Cristofani (1941–1997), Etruskologe